# Cândido de Figueiredo
António Pereira Cândido de Figueiredo (Lobão da Beira, 19 de Setembro de 1846 — Lisboa, 26 de Setembro de 1925) foi um filólogo, gramático, lexicógrafo e escritor português.
Autor do Novo Dicionário da Língua Portuguesa, originalmente publicado em 1899 e depois alvo de múltiplas reedições até a 25.ª, em 1996. É esta a obra pela qual é mais conhecido, ainda que tenha publicado também inúmeros estudos de linguística. Publicou também escritos de ficção e crítica, entre os quais Lisboa no ano 3000, obra de crítica social e institucional, saída a público em 1892, e recentemente reeditada. Também traduziu numerosas obras de filologia e linguística. Foi um dos fundadores da Sociedade de Geografia de Lisboa e sócio correspondente da Academia Brasileira de Letras. Casou em segundas núpcias com D. Antónia da Piedade Serrano

## Biografia
Frequentou o Seminário de Viseu, estabelecimento onde concluiu o curso de Teologia, a 19 de Junho de 1867, sendo em seguida ordenado presbítero. Matriculou-se depois no curso de direito da respectiva faculdade da Universidade de Coimbra, tendo ali sido estudante entre 1869 e 1874. Durante seus tempos de estudante participou na denominada Questão Coimbrã.
Abandonou a vida eclesiástica, para a qual fora aparentemente destinado pela família, obtendo do papa Leão XIII a dispensa do múnus eclesiástico. Casou então com Mariana Angélica de Andrade, enveredando pela advocacia.
A partir de 1876 fixou-se em Lisboa, abrindo um escritório de advocacia, onde trabalhava em parceria com Júlio de Vilhena. Apesar de ter como principal actividade a advocacia, exerceu algumas comissões oficiais por incumbência do Ministério do Reino na área da instrução pública, entre as quais o cargo de inspector das escolas do Distrito de Coimbra. Ingressou depois na carreira dos registos e notariado, sendo nomeado conservador do Registo Predial da comarca de Pinhel. Foi depois transferido para Fronteira e em seguida para Alcácer do Sal. Nesta última vila exerceu o cargo de presidente da respectiva Câmara Municipal.
Em 1881 foi nomeado secretário-geral da Bula da Cruzada e no ano seguinte professor provisório do Liceu Central de Lisboa. Algum tempo depois foi nomeado funcionário do Ministério da Justiça, carreira que seguiria durante o resto da sua vida profissional. Nesta carreira atingiu o lugar de subdirector-geral, no qual se aposentou depois de mais de 40 anos de serviço.
Exerceu por várias vezes as funções de director-geral interino do Ministério da Justiça. Em 1893, quando José Dias Ferreira presidia ao governo, foi nomeado governador civil do Distrito de Vila Real. Foi ainda secretário particular de Bernardino Machado, no período em que este foi Ministro das Obras Públicas.
Para além das suas actividades profissionais, foi poeta e jornalista de grande mérito, tendo colaborado em periódicos como O Panorama (1837–1868), Aljubarrota, Lusitano, Progresso, Bem Público, Voz Feminina, Revista dos Monumentos Sepulcrais, Almanaque de Lembranças, Notícias (que depois seria o Diário Popular), Grinalda, Crisálida, País, Hinos e Flores, Repositório Literário, Tribuno Popular, Independência, Recreio Literário, Folha, Panorama Fotográfico, Viriato, Gazeta Setubalense, Democracia (publicado em Elvas), entre outros. Fundou e dirigiu o periódico A Capital e foi redactor do diário Globo. Entre outras publicações, também colaborou na Revista de Portugal e Brasil e no Ocidente, e ainda se encontra colaboração da sua autoria nas revistas República das Letras  (1875), Ribaltas e Gambiarras  (1881), A Arte Musical  (1898–1915), O Branco e Negro  (1899), Serões  (1901–1911), na revista Atlântida (1915–1920) e ainda no jornal humorístico A Paródia (1900–1907), sob o pseudónimo O Caturra.
Entrou depois para a redacção do Diário de Notícias, onde se manteve por muitos anos e no qual publicou valiosas crónicas literárias, que assinava com o pseudónimo de Cedef.
No campo cultural e científico, destacou-se como lexicólogo e filólogo, tendo feito parte da comissão que foi encarregada em 1911 de fixar as bases da ortografia da língua portuguesa. Desta comissão faziam parte alguns dos maiores filólogos da época, nomeadamente Carolina Michaëlis de Vasconcelos, Aniceto dos Reis Gonçalves Viana, José Leite de Vasconcelos, Francisco Adolfo Coelho, assim como Manuel Borges Grainha, António José Gonçalves Guimarães, Júlio Moreira, José Joaquim Nunes e António Garcia Ribeiro de Vasconcelos.
Em 1871 foi feito sócio do Instituto de Coimbra e no ano de 1874 foi eleito sócio correspondente da Academia Real das Ciências de Lisboa, instituição da qual seria eleito sócio efectivo em 1915. Também no ano de 1874 foi eleito, por unanimidade, professor correspondente da Academia de Jurisprudência e Legislação de Madrid. Era também sócio da Academia Brasileira de Letras.
Em 1878, por proposta dos orientalistas Julius Oppert e Guiard, foi eleito membro titular da Sociedade Asiática de Paris. Foi também membro do Congresso dos Orientalistas de Londres. Em 1902 foi eleito membro da Real Academia Espanhola.
Em 1887 foi eleito vogal do Conselho Superior de Instrução Pública em representação do professorado de ensino livre. Foi nomeado em 1890, pelo Ministério do Reino, membro da comissão encarregada de rever a nomenclatura geográfica portuguesa.
Foi galardoado com a Medalha de Honra do Congresso Jurídico do Rio de Janeiro e com as palmas de ouro num concurso poético da Académie de Toulouse.
Em 1876 foi, com Luciano Cordeiro, um dos sócios fundadores da Sociedade de Geografia de Lisboa. Quando faleceu era presidente da Academia das Ciências de Lisboa. Foi ainda vice-cônsul do México em Lisboa.
Por distintos serviços públicos, em 1908 foi agraciado com a Carta de Conselho. Foi também agraciado com o grau de cavaleiro e a cruz branca da Ordem da Coroa de Itália (Ordine della Corona d'Italia), do Reino da Itália.

## Obras publicadas
- Morte de Yaginadatta, Coimbra, 1873.(eBook)
- Lições Práticas de Linguagem Portugueza. Cartas de Caturra Jr. à redação do Portuguez, Lisboa, Imprensa Minerva, 1891.
- A penalidade na India segundo o Código de Manu, Lisboa, Imprensa Nacional, 1892(eBook)
- Lisboa no ano 3000, Lisboa, 1892; n. ed.: Lisboa, Frenesi, 2003.
- Novo Dicionário da Língua Portuguesa, Lisboa, 1899.
- O que se não deve dizer. Bosquejos e notas de filologia portuguesa ou consultório popular de enfermidades da linguagem, Livraria Clássica Editora, Lisboa, 1903.
- Novo Dicionário da Língua Portuguesa, Lisboa, 1913.(eBook)
- Gramática sintética da língua portuguesa, Livraria Clássica Editora, Lisboa, 1916.
- O problema da colocação de pronomes (suplemento às gramáticas portuguesas), Livraria Clássica Editora, Lisboa, 1917.

## Obras digitalizadas
- Biblioteca Digital Ardies - Arquivos da História do Direito e do Estado